# Intelletto agente
L'intelletto agente (in latino: intellectus agens, tradotto anche come intelletto attivo, intelligenza attiva, ragione attiva o intelletto produttivo) è un concetto della filosofia classica e medievale. Il termine si riferisce alla qualità formale (morphe) dell'intelletto (nous), come è descritta dalla teoria dell'ilomorfismo.
La natura dell'intelletto agente è stata oggetto di un intenso dibattito nella filosofia medievale: vari pensatori musulmani, ebrei e cristiani provarono a conciliare il loro impegno nel commento della concezione aristotelica del corpo e dell'anima con la propria visione teologica. La posta in gioco in particolare era in che modo la concezione di Aristotele di un'anima incorporea potesse contribuire alla comprensione della natura della vita eterna.

## La concezione di Aristotele
La concezione è esposta per la prima volta nel Libro III del trattato De anima (e in particolare al cap. 5 430a10-25). Si riporta di seguito la traduzione di Joe Sachs con alcune note sul testo greco:

the one sort is intellect (noûs) by becoming all things, the other sort by forming all things, in the way an active condition (hexis) like light too makes the colors that are in potency be at work as colors (to phōs poiei ta dynamēi onta chrōmata energeiai chrōmata).

This sort of intellect [which is like light in the way it makes potential things work as what they are] is separate, as well as being without attributes and unmixed, since it is by its thinghood a being-at-work, for what acts is always distinguished in stature above what is acted upon, as a governing source is above the material it works on.

Knowledge (epistēmē), in its being-at-work, is the same as the thing it knows, and while knowledge in potency comes first in time in any one knower, in the whole of things it does not take precedence even in time.

un tipo è l'intelletto (noûs) che diventa tutte le cose, l'altro tipo dà forma a tutte le cose, così come una condizione attiva (hexis) quale la luce fa sì che i colori che sono in potenza siano in atto come colori (to phōs poiei ta dynamēi onta chrōmata energeiai chrōmata).

Questo tipo di intelletto [che è come la luce nel modo in cui fa operare le cose potenziali così come esse sono] è separato, oltre ad essere senza attributi e non mescolato, poiché è per sua natura un ente-in-opera, per ciò che agisce si distingue sempre per statura al di sopra di ciò su cui si agisce, come una fonte reggente è al di sopra della materia sulla quale opera.

La conoscenza (epistēmē), nel suo essere all'opera, è la stessa cosa che conosce, e mentre la conoscenza in potenza viene prima nel tempo in ogni conoscente, nell'insieme delle cose non ha la precedenza nemmeno nel tempo.

Questo non significa che esso in un momento pensi, mentre in un altro momento non pensi, ma quando è separato è esattamente ciò che è, e solo questo è immortale ed eterno (anche se non abbiamo memoria, perché questo tipo di intelletto non è agito, mentre il tipo sul quale si agisce è corruttibile), e senza questo non pensa alcunché.»
(De anima, Libro III, cap. 5, 430a10-25)
Il brano cerca di spiegare «come l'intelletto umano passa dal suo stato originario, in cui non pensa, a uno stato successivo, in cui lo fa». La distinzione energeia/dynamis viene dedotta all'interno dell'anima stessa. Aristotele afferma che l'intelletto passivo riceve le forme intelligibili delle cose, e che l'intelletto attivo è necessario per trasformare la conoscenza potenziale in conoscenza attuale, nello stesso modo in cui la luce trasforma i colori potenziali in colori reali.
Il brano viene spesso letto insieme alla Metafisica, Libro XII, ch.7-10, dove Aristotele discute anche della mente umana e distingue tra gli intelletti attivi e passivi. In quel passaggio Aristotele sembra equiparare l'intelletto attivo con il "motore immobile" e Dio.

## Interpretazioni
Sachs commenta che la natura dell'intelletto attivo era «la fonte di un'enorme quantità di commenti e di feroce disaccordo»; altrove, il capitolo 5 del De Anima è stato definito come una delle «frasi più studiate nella storia della filosofia». Come osserva Davidson:
(Herbert Davidson, Alfarabi, Avicenna, and Averroes, on Intellect, OUP, 1992)

### Cultura greca
I primi commentatori greci di Aristotele, in particolare Alessandro di Afrodisia e Temistio, diedero diverse interpretazioni della distinzione tra gli intelletti attivi e passivi. Alcuni di loro considerarono l'intelletto attivo come una facoltà esterna alla mente umana, Alessandro arrivò al punto di identificarlo con Dio.
In seguito, entrambe queste interpretazioni, neoplatoniche e forse altre, influenzarono lo sviluppo di un'importante letteratura filosofica araba, che utilizzava il termine 'aql come traduzione di nous. Questa letteratura è stata successivamente tradotta e commentata in latino ed ebraico.

### Ebraismo e islam
Al-Farabi e Avicenna, e anche il filosofo ebreo Maimonide, erano d'accordo con l'interpretazione "esterna" dell'intelletto attivo, e ritenevano che l'intelletto attivo fosse la più bassa delle dieci emanazioni che discendevano dalle sfere celesti. Sulla scia di Alessandro di Afrodisia, la decima intelligenza è principio metafisico e gnoseologico, è il datore delle forme (dator formarum) al mondo sublunare, sia delle forme sostanziali che di quelle intellegibili. Questo flusso di essere prosegue l'emanazione del Primo Principio ed è accolta da una mayeria che non è potenzialità indeterminata, mero ricettacolo di qualsiasi forma, ma che da principi esterni, riconducibili allo steso flusso di essere, è preparata ad accogliere una data forma specifica piuttosto che un'altra, per opere dell'influsso celeste e dell'azione delle cause naturali seconde.
Maimonide citò Avicenna nella sua definizione di profezia dove:
(Maimonide, Guide for the Perplexed)
I musulmani più strettamente aristotelici (in particolare Avempace e Averroè) scrissero del modo in cui fosse possibile ricongiungersi con l'intelletto attivo, raggiungendo così una sorta di nirvana filosofico.
La ragione degli aristotelici islamici ed ebrei per postulare un unico agente intellettuale esterno è che tutti gli esseri umani (razionali) sono considerati dagli aristotelici come possessori o aventi accesso a un insieme fisso e stabile di concetti, che costituiscono una conoscenza retta e unificata dell'universo. L'unico modo in cui tutte le menti umane potrebbero possedere la stessa retta conoscenza è se tutte avessero accesso a un archivio centrale di conoscenze, come dei terminali che avessero accesso a un computer mainframe (Kraemer, 2003 ). Questo mainframe è l'Intelletto agente, la "mente" dell'universo, che rende possibili tutte le altre conoscenze.

### Cristianesimo occidentale
Nell'Europa medievale e rinascimentale alcuni pensatori, come Sigieri di Brabante, adottarono integralmente l'interpretazione di Averroè, al pari della successiva scuola di "averroisti padovani". Tommaso d'Aquino elaborò la distinzione di Aristotele tra l'intelletto attivo e l'intelletto passivo nelle sue Quaestio disputata de anima e nel suo commento al De anima di Aristotele , sostenendo, contro Averroè, che l'intelletto attivo appartenesse alla personalità umana individuale. Nella sua Summa Theologica, Tommaso d'Aquino affermò che «secondo l'insegnamento della nostra Fede, questo intelletto separato è Dio stesso, che è il creatore dell'anima e nel quale solo l'anima è beatificata».  Citando Gregorio di Nissa, egli affermò che «l'uomo possiede la comprensione intellettiva insieme agli angeli» i quali sono chiamati "menti" e "intelletti" in quanto non hanno altro potere che il potere intellettivo e la volontà (Quaestio 79, articolo 1).
Secondo san Tommaso, l'intelletto agente e l'intelletto possibile sono due facoltà dell'essere umano. L'intelletto agente astrae le specie intelligibili dalla materia, che ne è il principio di individuazione, rendendo le specie intelligibili in atto e universali. L'intelletto agente è necessario per spiegare il passaggio dall'ente reale che è individuato alla conoscenza intellettuale delle specie universali. Dove è presente la specie intelligibile impressa o immagine sensibile della cosa percepita, l'intelletto agente ne astrae le note individuanti. Mentre l'intelletto agenda astrae universalizza, l'intelletto possibile conoscere universale e lo esprime a parole mediante il concetto.
Una terza scuola, di "alessandrini", respingeva l'argomento che legava l'intelletto attivo all'immortalità dell'anima, mentre si affrettava ad aggiungere che credevano ancora nell'immortalità come questione di fede religiosa (vedi Pietro Pomponazzi, Cesare Cremonini).
L'intelletto attivo, nel senso descritto, è più propriamente chiamato l'Intelletto Agente, in quanto è la forza che innesca l'intelletto nella mente umana e fa passare i pensieri dallo stato potenziale a quello attuale. Non va confuso con l'"intelletto in atto", che è il risultato di quell'innesco, ed è più affine al termine psicologico "conoscenza attiva". Un altro termine per il risultato finale dell'intelletto, vale a dire la conoscenza accumulata da una persona, è l'"intelletto acquisito". Gli angeli sono chiamati 'menti' e 'intelletti' perché non hanno altro potere che il potere intellettivo e la volontà.